# Луций Фунданий Ламия Элиан
Луций Фунданий Ламия Элиан (лат. Lucius Fundanius Lamia Aelianus) — римский государственный деятель первой половины II века.
Его отцом был Луций Фунданий, сын Луция Фундания. Возможно, он был родственником супруги императора Вителлия Галерии Фунданы. Его матерью была Плавтия, родителями которой были Домиция Лонгина и консул-суффект 80 года Луций Элий Плавтий Ламия Элиан. В 116 году Элиан занимал должность ординарного консула вместе с Секстом Карминием Ветом. В 131/132 году он находился на посту проконсула. Его супругой была Рупилия Анния, дочь консула-суффекта 88 года Либона Рупилия Фруги и Салонины Матидии, племянницы императора Траяна. В их браке родился сын, консул-суффект 145 года Луций Плавтий Элий Ламия Сильван.